# 日高駅
日高駅（ひだかえき）は、かつて群馬県群馬郡新高尾村日高（現・高崎市日高町）にあった鉄道省の駅（廃駅）である。当駅は上越線と両毛線の重複区間にあった駅でもある。

## 歴史
- 1912年（明治45年）4月6日 両毛線高崎 - 前橋間に日高信号場が設置される[1]。
- 1921年（大正10年）7月1日 日高信号場廃止[1]。
- 1931年（昭和6年）9月1日：上越線全通。高崎駅 - 新前橋駅間が上越線との重複区間となる。
- 1937年（昭和12年）4月15日：日高駅が新設開業[1]。
- 1940年（昭和15年）11月1日：廃止[1]。

## 駅周辺
- 日高神社

## 隣の駅
鉄道省
上越線
浜尻駅 - 日高駅 - 新前橋駅
両毛線
新前橋駅 - 日高駅 - 浜尻駅